# Péter Kropkó
Péter Kropkó (Miskolc, 1 september 1963) is een professioneel Hongaarse triatleet en duatleet uit Boedapest. Hij deed meerdere malen mee aan de Ironman Hawaï en won verschillende andere Ironmans, zoals de Ironman Japan en de Ironman Switzerland. Hij was de eerste Hongaar die aan de Ironman Hawaï deelnam. 
In 1986 wilde hij al meedoen aan het Europees kampioenschap triatlon op de lange afstand in Finland, maar kon toen de reis niet betalen. In 1988 was hij financieel in staat zijn eerste Ironman in Duitsland te doen, waar hij gelijk vijfde werd.
In Nederland is hij geen onbekende. Zo werd hij in 2003 derde op de triatlon van Almere met een tijd van 9:26.53. Een jaar later eindigde hij als tweede met een tijd van 8:24.51.
Hij is getrouwd met zijn vrouw Andi, tevens triatlete, die een bronzen medaille won op de EK teamtriatlon. 

## Palmares

### triatlon
- 1985:  triatlon van Nyíregyháza - onbekende tijd
- 1988: 5e Ironman Europe - onbekende tijd
- 1988: 40e Ironman Hawaï - onbekende tijd
- 1990:  Ironman Europe in Roth - onbekende tijd
- 1991:  Ironman Europe in Roth - onbekende tijd
- 1991: 4e Ironman New Zealand - 8:44.52
- 1992: 16e EK olympische afstand in Lommel - 1:52.45
- 1993:  Ironman Europe in Roth - onbekende tijd
- 1993:  Ironman New Zealand - 8:44.52
- 1993: 28e EK olympische afstand in Echternach - 1:59.48
- 1993: 15e Ironman Hawaï - 8:37.25
- 1994:  EK middenafstand - 3:51.13
- 1994:  Ironman Europe in Roth - 8:03.35
- 1995: 18e EK olympische afstand in Stockholm - 1:49.27
- 1995: DNF Ironman Hawaï
- 1996:  Ironman Japan - onbekende tijd
- 1996: 7e Ironman Hawaï - 8:34.55
- 1997:  Ironman Japan - onbekende tijd
- 1997: 32e Ironman Hawaï - 9:16.30
- 1998: 4e Ironman Australia - 8:39.35
- 1998:  Ironman Switzerland - 8:33.14
- 1998: 7e WK lange afstand op Sado - 5:57.19
- 1999:  Strongman All Japan - 7:30.05
- 1999:  Ironman Switzerland - 8:32.51
- 1999: 8e Triatlon van Nice - 6:27.46
- 2000:  Strongman All Japan - 7:40:52
- 2000:  Ironman Switzerland - 8:21.06
- 2000: 7e Ironman Hawaï - 8:39.18
- 2001:  Strongman All Japan - 7:33.43
- 2001: 6e Ironman Brasil - 8:28.03
- 2001:  Ironman Switzerland - 8:29.05
- 2001: 11e Ironman Hawaï - 8:59.10
- 2002:  Strongman All Japan - 7:51.22
- 2002: 4e Ironman Switzerland - 8:47.03
- 2002: 12e Ironman Hawaï - 8:51.04
- 2003:  Triatlon van Almere - 8:34.37
- 2003:  Strongman All Japan - 7:50.09
- 2003: DNF Ironman Switzerland
- 2004:  Triatlon van Almere - 8:24.51
- 2004:  Ironman Japan - 8:45.39
- 2004: 7e Ironman Switzerland - 8:53.06
- 2004: 22e Ironman Hawaï - 9:26.56
- 2005: 4e Triatlon van Almere - 8:33.53
- 2005:  Ironman Japan - 8:51.52
- 2005: 9e Ironman Switzerland - 8:58.43
- 2005: 23e Ironman Hawaï - 8:46.41